# Шлир (посёлок)
Шлир (нем. Schlier) — община в Германии, в земле Баден-Вюртемберг.
Подчиняется административному округу Тюбинген. Входит в состав района Равенсбург. Подчиняется управлению Гуллен. Население составляет 3710 человек (на 31 декабря 2010 года). Занимает площадь 32,58 км².